# Jeezy
Джей Вейн Дженкінс (англ. Jay Wayne Jenkins, нар. 28 вересня 1977, Колумбія, Південна Кароліна, США), відомий під псевдонімом Jeezy (або Young Jeezy), — американський репер. Разом із іншими реперами з Джорджії T.I. та Gucci Mane, Джізі сприяє піонерству та популяризації треп-музики серед масової аудиторії.
Окрім сольної кар’єри, Джізі також є фактичним лідером південної хіп-хоп групи United Streets Dopeboyz of America (U.S.D.A.) і колишнім учасником реп-гурту лейбла Bad Boy Records Boyz n da Hood.

## Раннє життя
Джей Уейн Дженкінс народився 28 вересня 1977 року в Колумбії, штат Південна Кароліна. Коли він був малим, Дженкінс переїхав до Атланти, штат Джорджія, де він жив з різними членами сім'ї, в результаті розлучення його батьків. В інтерв'ю журналу XXL він описав своє дитинство як «порожнє». У старшому віці він жив у Мейконі, штат Джорджія, де подружився з багатьма членами банди Crips і розпочав свою співпрацю з Kinky B, який допоміг його кар’єрі разом з багатьма іншими.
У 1994 році Джізі провів дев'ять місяців у навчальному таборі Youth Challenge Academy у Форт Стюарті, штат Джорджія, за зберігання наркотиків. Чотири роки потому, у 1998 році, Jeezy запустив лейбл imprint CTE World.

## Музична кар'єра
У 2001 році під псевдонімом Lil J випустив свій перший незалежний альбом Thuggin' Under the Influence (T.U.I.). До альбому увійшли композиції виконавців Freddy J., Kinky B, Fidank та Lil Jon, які також продюсували деякі пісні. 2004 року Джізі підписав контракт із Bad Boy Records і приєднався до групи Boyz n da Hood, чий однойменний альбом вийшов у червні 2005 року і досяг 5 місця в чарті альбомів Billboard 200.
У зв’язку зі зростанням популярності Джізі студії звукозапису почали домагатися його підписання з ними, особливо Warner і Interscope. Зрештою, Джізі підписав контракт з Def Jam Recordings.
Джізі випустив свій дебютний альбом Let's Get It: Thug Motivation 101 на великому лейблі 26 липня 2005 року. Альбом дебютував під номером 2 у чарті Billboard 200, продавши 172 000 копій за перший тиждень, а згодом він отримав платиновий сертифікат RIAA. Дебютний сингл із його дебютного альбому «And Then What» з участю Менні Фреша досяг 67 місця в Billboard Hot 100. Другий сингл з альбому, «Soul Survivor» за участю Ейкона, досяг 4 місця в чарті Billboard Hot 100 і став найвищим синглом Джізі в його кар’єрі. Третій сингл, «My Hood», досяг 77 місця в Hot 100.
У 2006 році Джізі взяв участь в синглі Крістіни Міліан «Say I». Пізніше того ж року, 12 грудня, він випустив свій другий альбом The Inspiration. Він очолив Billboard 200, продавши 352 000 примірників і згодом отримав платиновий сертифікат. Перший сингл альбому, «I Luv It», посів 14 місце в Billboard Hot 100, а другий сингл «Go Getta» за участю Р. Келлі посів 18 місце.
Джізі також зайнявся іграми, зігравши себе в хіп-хоп файтингу Def Jam: Icon, що вийшов в березні 2007 року. Також у 2007 році група Джізі U.S.D.A. випустила свій дебютний альбом Cold Summer. Альбом дебютував під номером 4 у Billboard 200.
17 грудня 2007 року Jeezy та CTE розпочали свою тижневу серію іграшок та благодійних заходів під назвою Toyz N Da Hood Drive. У серії було представлено 1000 іграшок для 1000 дітей у різних місцях у Мейконі та Атланті.
2 вересня 2008 року Джізі випустив The Recession, свій третій студійний альбом. Він очолив Billboard 200, продавши 260 000 копій за перший тиждень, а пізніше отримав золотий сертифікат RIAA. У головному синглі альбому «Put On» взяв участь Каньє Вест. Пісня досягла 12 місця в Billboard Hot 100. The Recession також приніс Джізі номінацію на премію «Греммі» за найкраще реп-виконання дуету. Окремо Джізі з’явився в пісні Ашера «Love in This Club» і «I’m So Paid» Ейкона, яка також була з участю Ліл Уейна. «Love in This Club» посіла перше місце в Billboard Hot 100.
Влітку 2008 року Джізі опинився в центрі суперечок щодо його обрання президентом. Хоча раніше він підтримав Барака Обаму, під час інтерв'ю Vibe Джізі розповів про зустріч і підтримку Джона Маккейна. Ця заява викликала резонанс, і Джізі швидко прояснив свою позицію за допомогою вірусного відео. У чотирихвилинному поясненні Джізі дав зрозуміти, що Обама був його головним вибором. «Я представляю Демократичну партію... Я ніколи не був і не планую бути прихильником Джона Маккейна», — сказав репер. «Я підтримую Барака Обаму». Джізі та Jay-Z виступили на концерті з нагоди інавгурації президента Обами 18 січня 2009 року.
Його четвертий сольний альбом Thug Motivation 103: Hustlerz Ambition був запланований на 29 червня 2010 року, але з невідомих причин прем'єра не відбулася. Тоді прем’єра мала бути 28 вересня 2010 року, потім 14 грудня 2010 року. Остаточна дата релізу композиції — 20 грудня 2011 року. Першим рекламним синглом проєкту стала пісня «Lose My Mind» 2010 року, де він змінив своє ім'я на Jeezy. Наступними двома стали «Ballin'» і «F.A.M.E.» вийшли в 2011 році. Третій сингл під назвою «I Do» вийшов в січні 2012 року. У альбомі взяли участь Fabolous, Jadakiss, 2 Chainz, Ne-Yo, Jay-Z і Snoop Dogg. Альбом дебютував під номером 3 у Billboard 200, продавши 233 000 примірників за перший тиждень.
2 вересня 2014 року відбулася світова прем'єра сьомого студійного альбому репера під назвою Seen It All: The Autobiography. Альбом рекламувався двома синглами під назвою «Me Ok» та «Seen It All». Альбом дебютував під номером 2 у Billboard 200 із продажами 121 000 копій.
Через рік після релізу Seen It All Джізі вирішив випустити свій дев'ятий студійний альбом під назвою Church in These Streets. Офіційна прем'єра альбому відбулася 15 жовтня 2015 року. 
28 жовтня 2016 року Джізі випустив свій новий альбом Trap or Die 3, який на початку того ж місяця став доступним для попереднього замовлення на iTunes. Він дебютував під номером один у Billboard 200, ставши третім альбомом Джізі, який очолив чарт.
15 грудня 2017 року Джізі випустив свій восьмий студійний альбом Pressure.
23 серпня 2019 року Джізі випустив свій дев’ятий альбом TM104: The Legend of the Snowman. Планувалося, що це буде його останній альбом, оскільки в той час він хотів зайнятися акторською діяльністю.
20 листопада 2020 року Джізі випустив свій десятий студійний альбом The Recession 2. Як і оригінал The Recession, він є відображенням «теперішніх часів», як пояснив Джізі: «Це просто надихнуло мене торкнутися дечого з цього, але водночас мотивувало мій народ і дайте їм щось, щоб допомогти їм пережити ці часи та відсвяткувати, тому що зміни відбуваються». На альбомі присутні Рік Росс, Ne-Yo, Yo Gotti, E-40 і Демі Ловато. Увечері перед релізом альбому Джізі вийшов на концерт Verzuz проти Gucci Mane.

## Особисте життя
Після урагану Катріна Джізі відкрив свій дім для постраждалих, запропонувавши тим, хто був вимушений зі своїх домівок, місце, яке можна назвати домом.
Джізі одружився з Джінні Мей у 2021 році. Про народження їх первістка було оголошено 11 січня 2022 року. У нього є троє дітей від попередніх стосунків.

## Проблеми із законом
11 березня 2005 року Джізі був заарештований після стрілянини з кількома своїми друзями в Маямі-Біч, Флорида. Йому висунули два звинувачення у прихованому носінні зброї без дозволу; однак через два місяці прокуратура зняла його звинувачення через брак доказів. 
В Атланті 18 червня 2008 року Янг Джізі був заарештований за ВНС.
16 квітня 2013 року Брайан Сміт подав скаргу про порушення авторських прав, вимагаючи судової заборони, відшкодування збитків і винагороди за адвоката проти Джізі, щодо роботи «Jizzle», яка вийшла в липні 2010 року.
4 січня 2014 року Джізі був заарештований за побиття, фальшиве ув'язнення та терористичні погрози після ймовірної бійки з його сином у вересні 2012 року.
24 серпня 2014 року Джізі був заарештований перед виступом в Ірвайні, штат Каліфорнія під час туру Under The Influence Tour у зв’язку зі смертельною стріляниною за два дні до цього. Коли поліція провела обшук на туристичному автобусі Джізі, вони виявили автомат AK-47 військового зразка та зброю в кількох членів його оточення. Загалом було заарештовано шістьох осіб, у тому числі Джізі, оскільки ніхто не зізнався, що володіє автоматом. Його заставу визначили в один мільйон доларів. 26 серпня Джізі, а також п’ятеро інших чоловіків, з якими він був заарештований, не визнали себе винними у зберіганні зброї. Через два дні Джізі та його товаришів звільнили. Повідомляється, що офіцерам неодноразово казали, що зареєстрованим власником АК-47 був начальник служби безпеки туру, який на той момент був госпіталізований.

## Дискографія
Студійні альбоми
- Let's Get It: Thug Motivation 101 (2005)
- The Inspiration: Thug Motivation 102 (2006)
- The Recession (2008)
- TM103: Hustler'z Ambition (2011)
- Seen It All: The Autobiography (2014)
- Church in These Streets (2015)
- Trap or Die 3 (2016)
- Pressure (2017)
- TM104: The Legend of the Snowman (2019)
- The Recession 2 (2020)
- I Might Forgive... But I Don't Forget (2023)

Спільні альбоми
- Boyz n da Hood (у складі Boyz N Da Hood) (2005)
- Cold Summer: The Authorized Mixtape (у складі U.S.D.A.) (2007)
- The After Party (у складі U.S.D.A.) (2011)
- Snofall (з DJ Drama) (2022)

## Фільмографія
- 2009: Janky Promoters [37]
- 2019: I Got the Hook Up 2